# II. Károly braunschweig–wolfenbütteli fejedelem
Károly Vilmos Ferdinánd (németül: Karl II. Wilhelm Ferdinand (Braunschweig-Wolfenbüttel)) braunschweigi herceg, I. Károly braunschweigi herceg és Philippine Charlotte porosz hercegnő legidősebb fia. (1735. október 9. – 1806. november 10.)
1775 óta a porosz hadseregben szolgált és részt vett a hétéves háborúban, ebben a franciákat több ízben megverte. Vilmos, Cumberland hercegének parancsnoksága alatt küzdött az észak-német hadjáratban. Első győzelmét a hastenbecki csatában aratta (1757. július 7.) egy gyalogsági ezred élén. Már ekkor megmutatkozott tehetsége, főként a nem szabályos, irreguláris hadviselés terén.
Az amerikai függetlenségi háború idején jól felszerelt és kiképzett katonákat bocsátott III. György angol király rendelkezésére, hogy harcoljanak a tengerentúlon (ezeket a katonákat az ottani hagyomány egységesen hesseni zsoldosoknak nevezi). A braunschweigi katonák jelen voltak a saratogai csatában is. A britek által, a négyezer katonáért fizetett összegek jól jöttek Károly államkincstárának.
A francia forradalom kitörése után a porosz-osztrák sereg fővezérévé tették és ebben a minőségében bocsátotta ki a francia emigránsok sürgetésére 1792. július 25-én azt a híres kiáltványt, melyben a párizsi köztársasági érzelmű ellenzéket s különösen a jakobinusokat halállal, Párizs városát teljes lerombolással fenyegette. (Koblenzi kiáltvány) Ezzel a fenyegetéssel egyébként XVI. Lajos király ügyének csak ártott.
A csatatéren kezdetben szerencse kísérte, Longwyt és Verdunt is elfoglalta; de azután Dumouriez ellen a sikertelen valmyi ágyúzás után semmi eredményt sem volt képes felmutatni. Ezek után fegyverszünetet kötött s visszavonult (szeptember 20.). Ezután is harcolt a franciák ellen és Mainzot foglalta tőlük vissza, sőt Kaiserslautern mellett le is győzte őket, de a sikereket túlságos óvatossága és pedantériája miatt nem aknázta ki, így 1794-ben tisztségéről lemondott.
Évek múlva, 1806-ban a porosz király az idős herceget még egyszer a hadsereg élére állította, ami szerencsétlen választásnak bizonyult. A herceg a jéna-auerstädti csatában megsebesült és szeme világát elvesztette, mire Braunschweigbe vitette magát, ahonnan azonban a franciák nemsokára elűzték.
Így messze hazájától halt meg.
1874-ben Braunschweigben lovas szobrot állítottak emlékének.

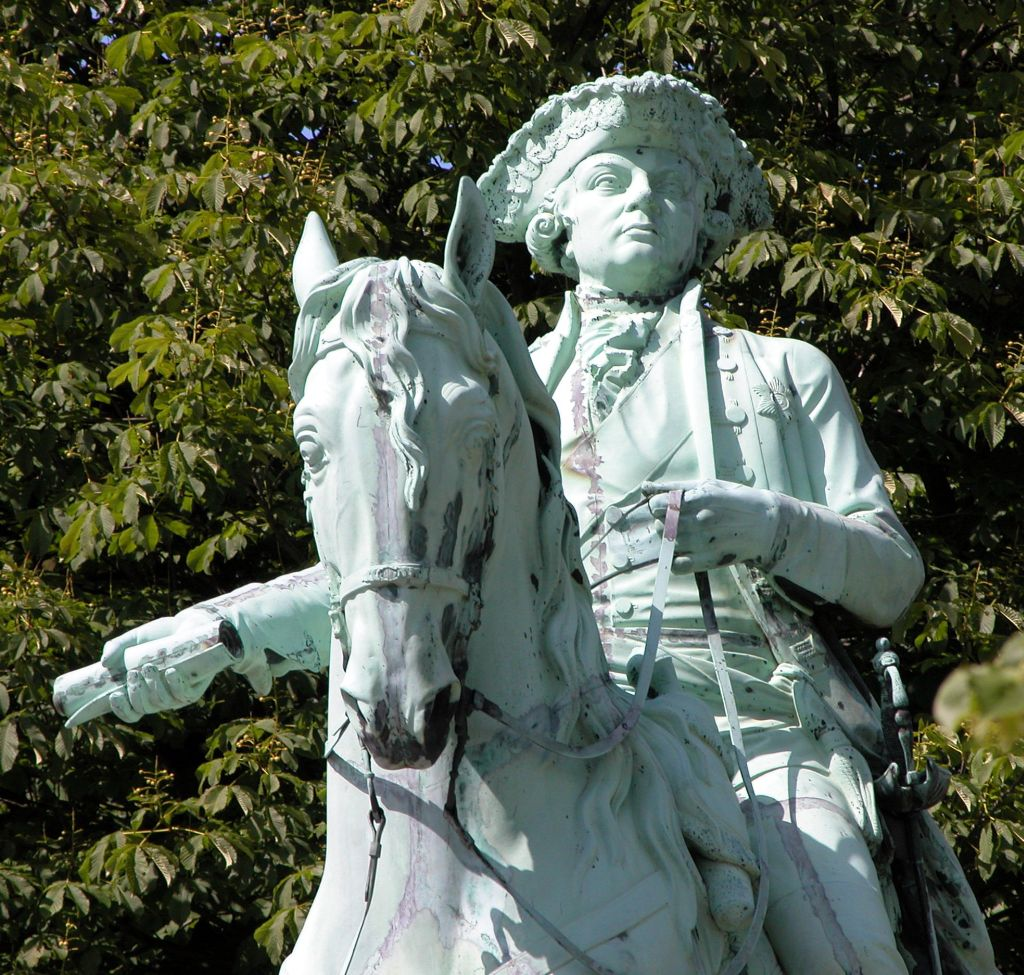

## Fordítás
- Ez a szócikk részben vagy egészben  a   Charles William Ferdinand, Duke of Brunswick című angol Wikipédia-szócikk fordításán alapul.  Az eredeti cikk szerkesztőit annak laptörténete sorolja fel. Ez a jelzés csupán a megfogalmazás eredetét és a szerzői jogokat jelzi, nem szolgál a cikkben szereplő információk forrásmegjelöléseként.